# Guerra isàurica
La guerra isàurica va ser un conflicte militar que va durar des del 492 fins al 497 i que es va lliurar entre l'exèrcit de l'Imperi Romà d'Orient i els rebels de Isàuria. Al final de la guerra, l'emperador Anastasi I va recuperar el control de la regió de Isàuria i els líders de la revolta van ser assassinats.

## Antecedents
Durant el regnat de Teodosi II (408-450) habitants de Isàuria, una província pobra i muntanyenca a l'Àsia Menor, van arribar per primera vegada a un alt càrrec a l'Imperi Romà d'Orient. L'emperador Lleó I (r. 457-474) va promoure deliberadament  els isaures a llocs importants en l'administració civil i militar per a contrarestar el poder dels totpoderosos elements germànics. Els isaures, no obstant això, van ser menyspreats com semi-bàrbars per la població de Constantinoble, que l'any 473 es van aixecar en una revolta anti-isàurica a l'Hipòdrom i el 475 va enderrocar al recentment coronat emperador isàuric Zenó (r. 474-475 i 476-491), matant a tots els isaures de la ciutat en el procés. Zenó va tornar al tron l'any 476, aquesta vegada regnant fins a la seva mort el 491. Òbviament, sota aquest emperador els seus companys isàurics van prosperar, i l'oposició a ells, encara que cada vegada més, no tenia cap possibilitat d'expressar-se. L'any 484, el magister militum Il·los es va rebel·lar contra Zenó i va fugir cap a l'est, on va donar suport a la usurpació de Lleonci. Això, tanmateix, va acabar el 488 amb la captura i execució dels dos líders rebels.

## Conflicte
L'any 491 l'emperador Zenó va morir i va ser succeït pel silentiarius Anastasi I, triat per l'emperadriu Ariadna. Durant el breu interregne, el poble de Constantinoble havia donat clarament el seu punt de vista sobre la successió a crits a l'Hipòdrom exigint un "emperador romà", rebutjant així la possible successió de Longí, el germà de Zenó. Aquest mateix any, els disturbis anti-isàurics van esclatar en l'Hipòdrom, i Anastasi va manar a l'exili a Longí i a diversos altres isaures, com el general Longí de Cardala. El 492 els isaures van començar una revolta, però el mateix any les seves forces conjuntes van ser derrotades per l'exèrcit imperial, dirigit pels generals Joan l'Escita i Joan el Geperut (Joan el Geperut), a la batalla de Cotièon, a la Frígia. Els isaures supervivents es van refugiar en les fortaleses muntanyenques del seu lloc d'origen i es van mantenir fent la guerra. En 493 el general Diogenià va capturar Claudiòpolis, però va ser assetjat allí pels isaures, dirigits per l'ex-bisbe Conó d'Apamea. Joan el Geperut va arribar per aixecar el setge i, ajudat per una sortida encapçalada per Diogenià, va obtenir una victòria aclaparadora contra els isaures, en el qual Conó va morir.
Del 494 al 497 els isaures es van tancar a les seves fortaleses a les muntanyes isàuriques, on van rebre subministraments de Longí de Selinunte a través del port d'Antioquia.
L'any 497 Joan l'Escita va matar a Longí de Cardala i Atenodor, els caps dels quals van ser exposats en una llança a Tars, la qual cosa va posar fi a la major part de la guerra. L'any següent, Joan el Geperut va capturar als últims líders rebels, Longí de Selinunt i Indes, i els va enviar davant l'emperador, qui els va fer desfilar pel carrer principal de Constantinoble fins a l'Hipòdrom, on van haver de realitzar la proscinesi enfront del kathisma imperial, com a símbol de la rendició i submissió al poder de l'emperador Anastasi.

## Conseqüències
El 495, l'emperador Anastasi I va confiar al Patriarca de Constantinoble Eufemi que estava cansat de la guerra. Eufemi va informar d'això a Joan, el fill del líder isàuric Atenodor, qui ho va remetre de nou a Anastasi. D'altra banda, l'emperador havia entrat en conflicte amb Eufemi abans d'ascendir al tron. Anastasi, que tenia simpaties monofisites, s'havia vist obligat per Eufemi a signar una declaració d'ortodòxia abans de ser coronat. Per aquestes raons, va decidir acusar el Patriarca de traïció per revelar els plans de l'enemic. El 496, Eufemi va ser excomunicat i deposat.
Després de la guerra, Anastasi va recompensar els seus generals amb el consolat: Joan l'Escita va ocupar el càrrec el 498 i Joan el Geperut el 499. Anastasi també va ordenar a l'arquitecte Eteri construir la Porta de Chalke del Gran Palau de Constantinoble per a celebrar la victòria, i el poeta Cristodor va commemorar la guerra en un cantar (ara perdut) de sis llibres, titulat Isaurica.